# Len Lesser
Leonard "Len" King Lesser (New York, 3 december 1922 - Burbank (Californië), 16 februari 2011) was een Amerikaans acteur, vooral bekend geworden door zijn rol als "Uncle Leo" in de komedieserie Seinfeld.
Lesser behaalde in 1942 een graad aan het City College in New York. Vervolgens diende hij in het Amerikaanse leger gedurende de Tweede Wereldoorlog. Hij debuteerde al in 1949 en speelde vele gastrollen in tv-series, waaronder All in the Family, Bonanza, Kojak, Airwolf, Tour of Duty en ER. Zijn laatste rol speelde hij in 2009; een gastrol in de hitserie Castle.
Lesser was echter ook te zien in films als Kelly's Heroes (1970), Papillon (1973) en The Outlaw Josey Wales (1976). Ook speelde hij de rol van Garvin, een kameraad van Frank, in Everybody Loves Raymond.
Lesser was tussen 1954 en 1982 getrouwd met Janice, en laat 2 kinderen achter. Hij stierf op 88-jarige leeftijd aan kanker.
- Bibliothèque nationale de France: cb14198764v (data)
- International Standard Name Identifier: 0000 0001 1541 9179
- Library of Congress Control Number: no2014003532
- Virtual International Authority File: 168492662
- WorldCat: E39PBJyx9K3rWPjm3jj9C9BXVC